# Amata circumcingulata
Amata circumcingulata är en fjärilsart som beskrevs av Obraztsov 1937. Amata circumcingulata ingår i släktet Amata och familjen björnspinnare. Inga underarter finns listade i Catalogue of Life.